# Sabrina Impacciatore
Sabrina Impacciatore (n. 29 martie 1968, Roma, Italia) este o actriță italiană și actor de comedie.

## Biografie
Născută la Roma din părinți originari din Abruzzo, Impacciatore a studiat actoria la Actors Studio din New York și a urmat alte câteva cursuri de actorie la Roma. Ea a debutat ca actriță de comedie în spectacolele de televiziune Non è la Rai și Macao produse de Gianni Boncompagni și a apărut, de asemenea, ca imitatoare în mai multe spectacole de varietăți.
Impacciatore a debutat în film în 1999, în Il compagno regizat de  Francesco Maselli. În anul 2007 a fost nominalizată la premiul David di Donatello pentru cea mai bună actriță datorită interpretării din filmul Eu și Napoleon regizat de Paolo Virzì și un an mai târziu a obținut o a doua nominalizare la același premiu pentru interpretarea din filmul Miss F al Wilmei Labate.